# Zendō

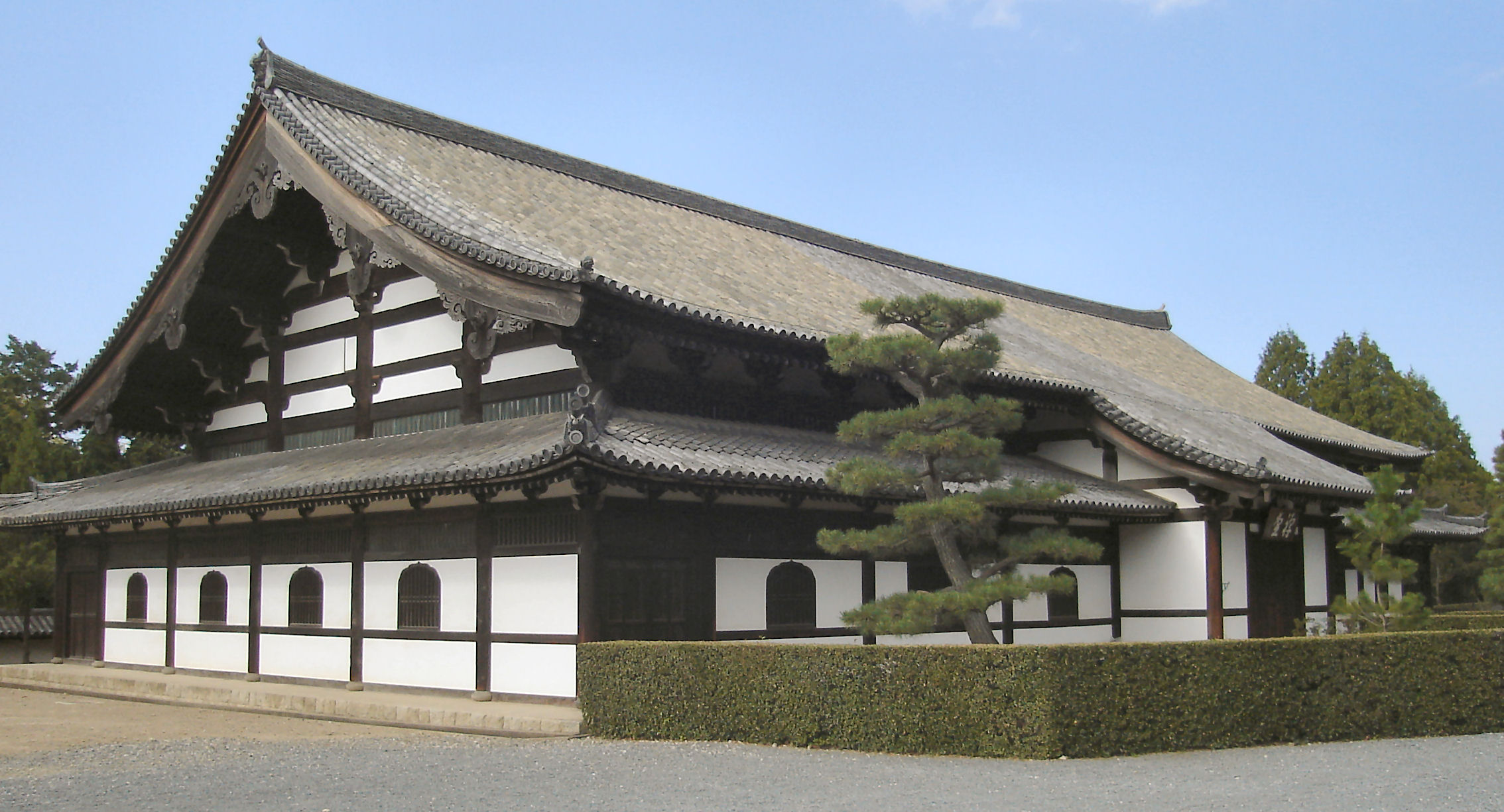
Zendō

Zendō (jap. 禅堂 zendō) – sala, miejsce, pawilon lub część świątyni przeznaczona do studiowania zen, nazywana również dōjō, sōdō lub salą Dharmy. W klasztorach buddyzmu zen jest to także miejsce, w którym praktykowana jest medytacja zazen.